# 999 (sång)
"999" är en låt och singel av det svenska rockbandet Kent, som släpptes den 28 mars 2012. Låten är den första singeln från skivan Jag är inte rädd för mörkret, som släpptes den 25 april 2012. Låten är nästan sju minuter lång och släpptes både fysiskt och på internet för digital nedladdning. 
Kent skulle ha uppträtt med låten på den svensk-norska programledaren Fredrik Skavlans talkshow Skavlan i SVT, fredag 23 mars 2012, men när SVT ville att Kent skulle uppträda med en kortare version, valde bandet att istället inte uppträda alls. För att Kents fans ändå skulle få se en liveversion av låten släpptes en video sent på kvällen den 27 mars 2012 där bandet framförde låten i en studio, som en musikvideo.

## Listplaceringar
Nedladdningsversionen av låten har toppat Digilistan.
| Lista (2012)         | Högsta placering |
| -------------------- | ---------------- |
| Svenska singellistan | 10               |